# Rychlov (Bystřice pod Hostýnem)
Rychlov je část města Bystřice pod Hostýnem v okrese Kroměříž. Nachází se na západě Bystřice pod Hostýnem. Prochází zde silnice II/150. Je zde evidováno 331 adres. Trvale zde žije 1051 obyvatel.
Rychlov leží v katastrálním území Rychlov u Bystřice pod Hostýnem o rozloze 5,33 km2.
Působí zde sbor dobrovolných hasičů.

## Obyvatelstvo

### Struktura
Vývoj počtu obyvatel za celou obec i za jeho jednotlivé části uvádí tabulka níže, ve které se zobrazuje i příslušnost jednotlivých částí k obci či následné odtržení.
| Místní části   | Místní části | 1869 | 1880 | 1890 | 1900 | 1910 | 1921 | 1930 | 1950 | 1961 | 1970 | 1980 | 1991 | 2001 | 2011 |
| -------------- | ------------ | ---- | ---- | ---- | ---- | ---- | ---- | ---- | ---- | ---- | ---- | ---- | ---- | ---- | ---- |
| Počet obyvatel | část Rychlov | 367  | 431  | 523  | 558  | 766  | 753  | 761  | 705  | 772  | 311  | 979  | 1124 | 1051 | 986  |
| Počet domů     | část Rychlov | 53   | 62   | 77   | 87   | 128  | 139  | 154  | 193  | -    | 83   | 245  | 302  | 306  | 316  |